# Мыльная пена (фильм, 1991)
«Мыльная пена» (англ. Soapdish) — американский комедийный фильм режиссёра Майкла Хоффмана по сценарию Роберта Харлинга и Эндрю Бергмана.

## Сюжет
Популярность дневного сериала «Солнце тоже садится» о жизни больницы постепенно сходит на нет. Актриса Монтана Морхед собирается повысить значимость своего персонажа и готова на грязную игру. Между ней и продюсером сериала Дэвидом Барнсом возникает сексуальная связь. Любовники решают изменить сценарий так, чтобы публике меньше нравился персонаж Селесты Талберт, многолетней звезды сериала. В очередном сценарии серии героиня Селесты должна убить второстепенного персонажа — больную глухонемую девушку Анжелику, которую играет племянница Селесты — Лори.
Тем временем в сериале появляется Джеффри Андерсон. Много лет назад его выгнали из сериала за интрижку с Селестой, но теперь решили вернуть, якобы для улучшения рейтинга, а на самом деле, чтобы вывести из себя Селесту. Между Джеффри и Лори постепенно начинаются романтические отношения, которые, впрочем, не успевают закончиться ничем серьёзным. Селеста, опасаясь непоправимого, в ходе съёмок очередного эпизода, объявляет, что Лори на самом деле её дочь, а её отец Джеффри. Она дитя того самого романа, случившегося двадцать лет назад. На съёмочной площадке и за её пределами начинается скандал, раздуваемый в СМИ. Руководство сериала, наблюдая повышение интереса к сериалу, расширяет проходную роль Анжелики до главной. Она не только остаётся в живых — из-за душевного потрясения к Анжелике вернулась речь и теперь у неё роль со словами.
Тем временем внутри вновь соединившейся семьи всё её члены друг с другом на ножах. Джеффри и Анджелика ничего не могут поделать, но их дочь, не прощая многолетней лжи, отдаляется от родителей. Тогда они решаются на отчаянный шаг. Во время съёмок очередной серии они начинают импровизировать и разыгрывают фантастическую сцену. В её ходе героиня Селесты Мэгги готова отдать Анжелике свой мозг необходимый для трансплантации. Только после этого девушка прощает родителей и в семью возвращается мир.

## В ролях
- Салли Филд — Селеста Талберт / Мэгги
- Кевин Клайн — Джеффри Андерсон / доктор Род Рэндалл
- Роберт Дауни-младший — Дэвид Сетон Барнс
- Кэти Мориарти — Монтана Морхед / медсестра Нан
- Элизабет Шу — Лори Крейвен / Анжелика
- Вупи Голдберг — Роза Шварц, сценарист сериала
- Тери Хэтчер — Ариэль Малони / доктор Моника Демонико
- Кэрри Фишер — Бетси Шерон
- Гарри Маршалл — Эдмонд Эдвардс
- Кэти Наджими — Тауни Миллер
- Пол Йоханссон — Блер Бреннан
- Шейла Келли — Френ